# 飞鸾镇
飞鸾镇，是中华人民共和国福建省宁德市蕉城区下辖的一个乡镇级行政单位。

## 行政区划
飞鸾镇下辖以下地区：
新瓷社区、鸾港社区、陈家洋村、飞鸾村、连顺村、梅田村、南门坞村、南山村、蒲岭村、骑龙岗村、上村、沈洋村、亭里村、碗窑村、澳里村、澳坪村、梧埕村、下村、向阳里村、新岩村和岚口村。